# Église Saint-Jean-Baptiste de Vrdnik
Pour les articles homonymes, voir Église Saint-Jean-Baptiste.
L'église Saint-Jean-Baptiste de Vrdnik (en serbe cyrillique : Црква светог Јована претече ; en serbe latin : Crkva svetog Jovana preteče) est une église orthodoxe serbe située à Vrdnik en Serbie, dans la municipalité d'Irig et dans la province de Voïvodine. Construite en 1777, elle est inscrite sur la liste des monuments culturels de grande importance de la république de Serbie (identifiant no SK 1290).

## Présentation
Vrdnik est situé sur les pentes méridionales du massif de la Fruška gora. L'église Saint-Jean-Baptiste a été construite en 1777 et, en 1832, elle a été dotée d'un nouveau clocher dû à Matijas Frelih de Novi Sad. Elle est bâtie sur un plan tréflé. Les façades sont rythmées par un socle, par une corniche et par des pilastres ; l'entrée principale se trouve à l'ouest de l'édifice et le portail d'accès à l'enceinte de l'église est orné de portes en fer forgé.
À l'intérieur, la nef est divisée en plusieurs travées par des arcs reposant sur de robustes piliers ; l'ensemble a été blanchi à la chaux. L'iconostase, de style baroque, a été sculptée en 1814 par Marko Vujatović, un artiste originaire de Sremski Karlovci ; ses boiseries sont décorées de motifs végétaux, notamment des fleurs et des feuilles de chêne en volutes. L'iconostase et le trône de l'évêque ont été peints en 1825 par Georgije Bakalović, un élève de Stefan Gavrilović et de Jakov Orfelin. L'église conserve d'autres icônes datant d'une période allant du XVIIIe siècle à la fin du XIXe siècle ; elle abrite aussi une bibliothèque qui possède des ouvrages russes imprimés datant du XVIIIe siècle.

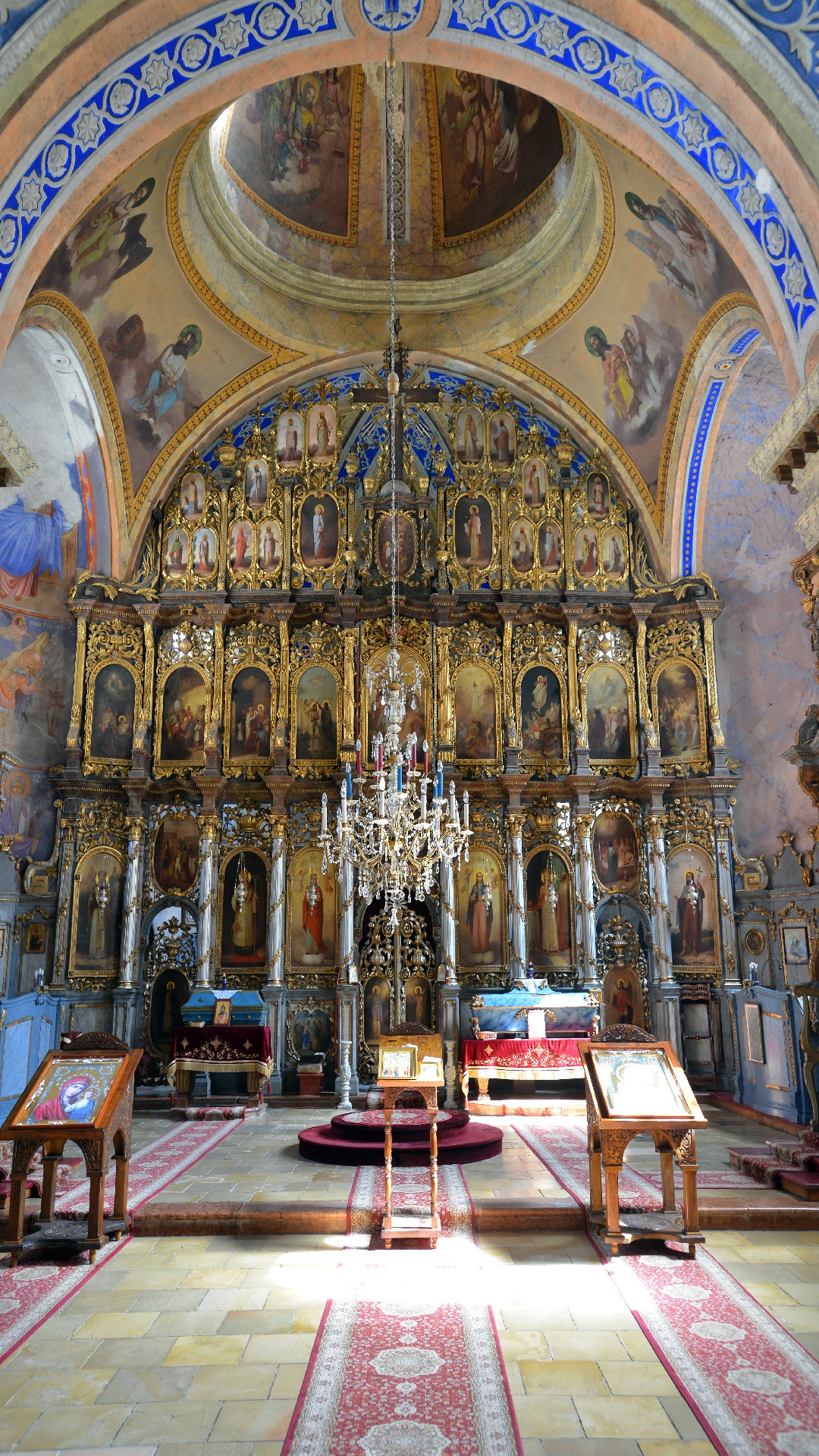
L'iconostase de l'église.